# Sjælsmark Kaserne
Sjælsmark Kaserne er en dansk kaserne, der er beliggende i Hørsholm. Som led i Forsvarsforliget 2004-2007 blev kasernen reelt nedlagt i august 2005. Kasernen husede det nu nedlagte Kongens Artilleriregiment. I en periode husede kaserne enheden Særlig Støtte og Rekognoscering (SSR) under Hjemmeværnet, frem til starten af 2014.
Kasernen blev opført under den kolde krig i perioden 1952 - 1954 og er tegnet af arkitekten K. Jensen-Gaard fra Forsvarets Bygningstjeneste. Forsvarsministeriet eksproprierede arealerne i 1951, og allerede i 1953 rykkede 1. Feltartilleriregiment, som senere blev til Kronens Artilleriregiment og senere igen til Kongens Artilleriregiment, ind i bygningerne, selv om Forsvaret først formelt overtog kasernen 1. januar 1954.
I tilknytning til kasernen ligger Høvelte-Sandholm-Sjælsmark Øvelsesplads.